# مانع سبيل
مانع سبيل موسى (مواليد 16 مايو 1991) لاعب كرة قدم إماراتي يجيد اللعب في الدفاع .
لعب سابقاً مع نادي النصر في دوري الخليج العربي الإماراتي و نادي العربي ونادي رأس الخيمة .